# سفارة إندونيسيا في كانبرا
سفارة إندونيسيا في كانبرا هي التمثيلية الرسمية وسفارة إندونيسيا في أستراليا.

## قنصليات
تملك إندونيسيا قنصليات عامة في كل من سيدني، وملبورن، وبرث، وداروين.

## معرض الصور

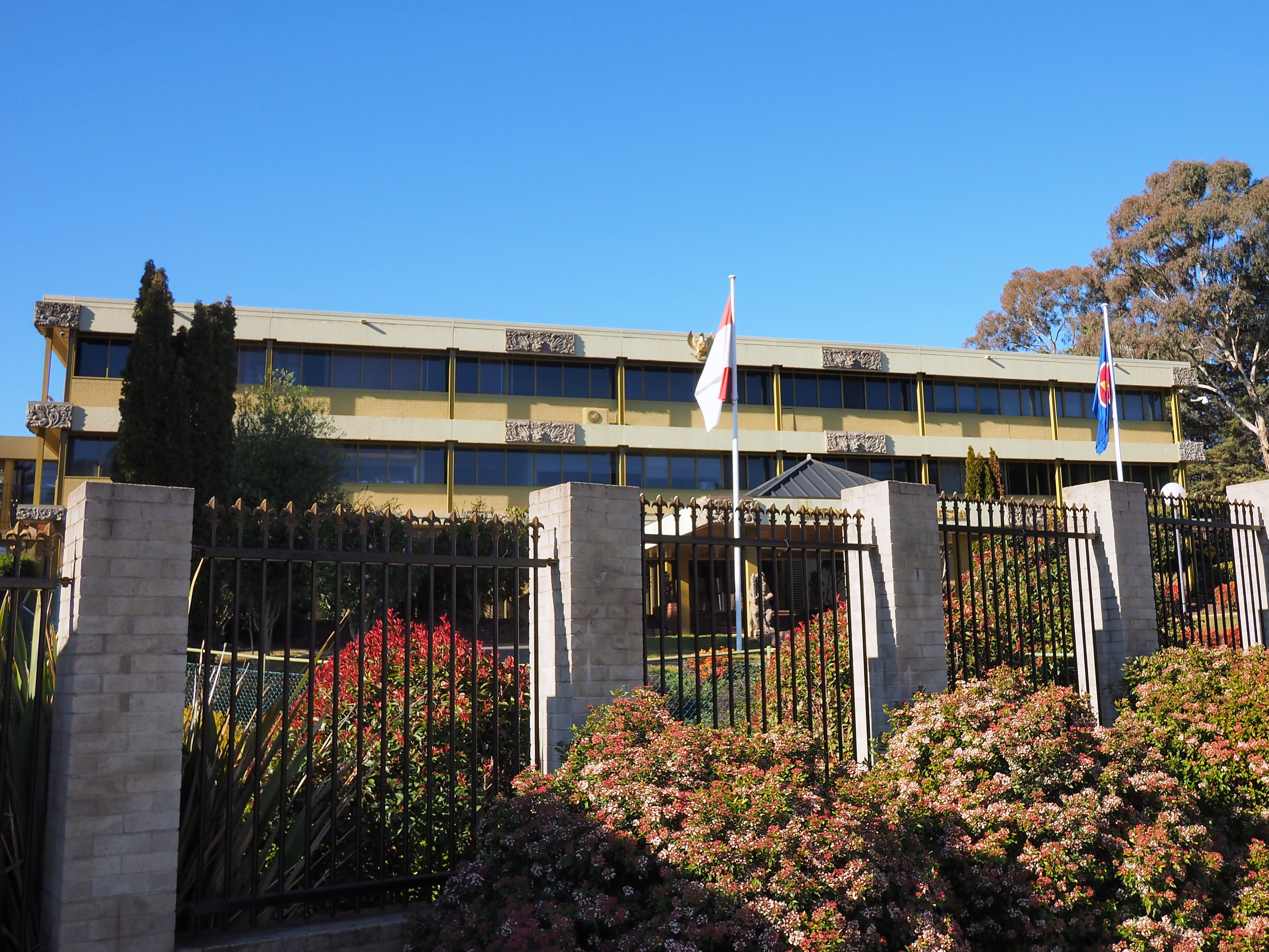
السفارة في يوليو 2014
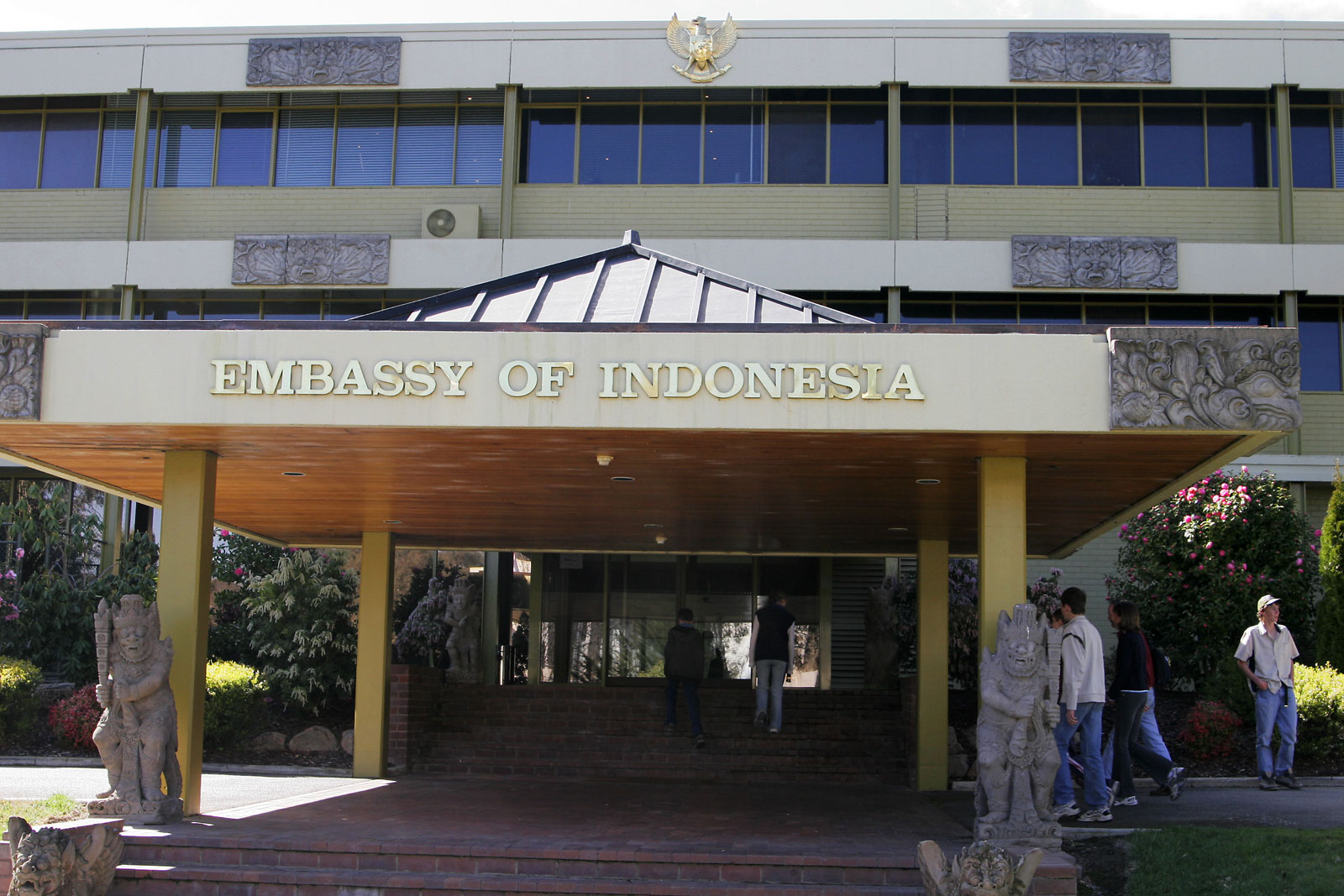
مدخل السفارة

## مقالات ذات صلة
- سفارة ألمانيا في كانبرا
- سفارة أوكرانيا في كانبرا
- سفارة النرويج في كانبرا